# Runenstein von Högstena

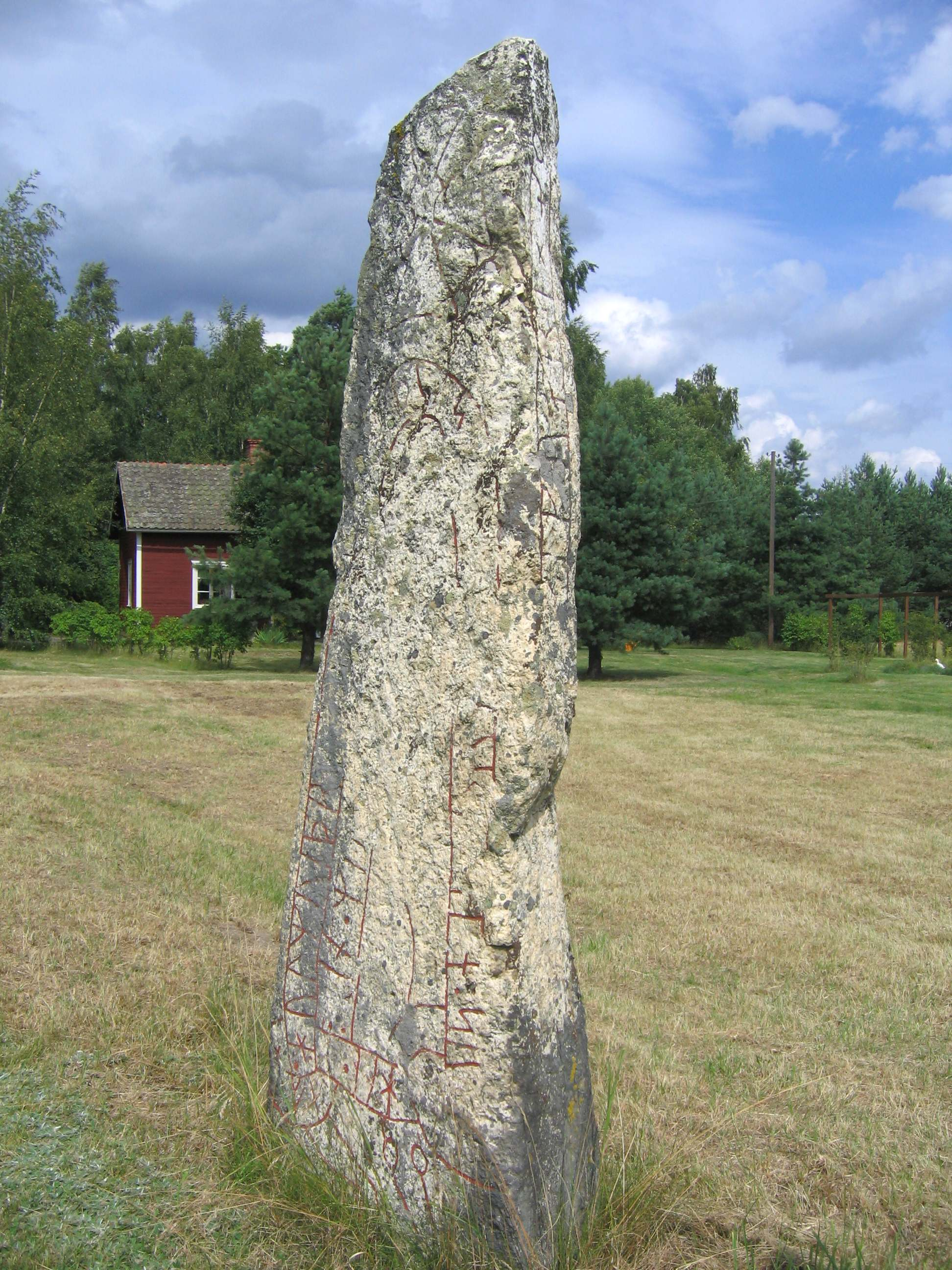
Runenstein von Högstena

Der Runenstein von Högstena (Samnordisk runtextdatabas Sö 105) steht auf einem Hügel neben der alten Landstraße südlich von Kjula in Södermanland in Schweden. Auf der anderen Straßenseite steht ein Bautastein, der von der wachsenden Kiesgrube verschluckt zu werden droht. 
Der Stein Sö 105 ist ein stark abgenutzter schlanker Runenstein, aber der Name Ingvar auf der Seite des Steins ist gut lesbar.

## Beschreibung
Er ist einer der 26 Ingvarsteine (schwedisch Ingvarsstenar), die über den Tod in Serkland berichten. Bestimmte Details der Verzierung deuten darauf, dass der Runenmeister Äskil mehrere dieser Steine gemacht hat. Man kann jedoch nie sicher sein, da sich die Runenmeister voneinander inspirieren ließen und Signaturen selten sind.
Der Text lautet: „Holmvid (errichtete diesen Stein nach) Torbärn (?), (seinem) Sohn. Er fuhr mit Ingvar.“ Mehrere Runen sind heute nur noch als geringe Tiefen zu sehen. Am schwersten zu erkennen ist das Kreuz an der Spitze. Die Konturen sind mit Farbe sichtbar gemacht.